# Saab Formula Junior
La Saab Formula Junior est un modèle d'automobile de course fabriqué par Saab en 1960, destiné à courir en Formule Junior.
Avec l'apparition de la Saab 96 et son nouveau moteur sport de 841 cm3 deux temps, Saab souhaita pouvoir expérimenter plusieurs innovations mécaniques avant de lancer les versions sportives de sa gamme. Ainsi la marque s'engagea-t-elle à l'automne 1960 dans la course automobile Formule Junior, avec la voiture de course Saab Formula Junior. La première présentation des voitures eut lieu en Suède au circuit de Gellerås à Karlskoga, puis en Finlande au circuit de Djurgårds (Eläintarhanajot).
Contrairement à ses concurrentes, la Saab se constituait d'une monocoque autoporteuse en aluminium, avec un nez en fibre de verre enveloppant le trois cylindres horizontaux deux temps de 950 cm3 (cote de réaléase maximum du moteur de 841 cm3). Le moteur développait jusqu'à 86 ch transmis au train avant par une boîte manuelle à trois rapports. 
Mais avec sa tendance marquée au sous-virage, due à une répartition des masses de 70-30 %, et son manque de puissance, la voiture ne brilla pas en compétition malgré l'effort des pilotes Erik Carlsson, Carl-Magnus Skogh et Gösta Karlsson. Elle ne termina pas mieux qu'en quatrième position puis quitta la compétition en 1961 après deux saisons.
L'expérience très courte aura tout de même permis à Saab d'enregistrer quantité de données importantes pour le développement de ses moteurs. La seule voiture encore en état est exposée au musée Saab de Trollhättan.

## Résultats
1960
- Djurgårdsloppet, Finlande
  - 4e place: Carl-Magnus Skogh
  - 5e place: Erik Carlsson

1961
- Västkustloppet, Suède
  - 2e place: Erik Carlsson
  - 3e place: Gösta Karlsson
- Copenhagen Cup, Danemark
  - 2e place: Carl-Magnus Skogh
- Grand Prix, Danemark 
  - 12e place: Carl-Magnus Skogh
  - 13e place: Gösta Karlsson
- Skarpnäcksloppet, Suède
  - 1re place: Carl-Magnus Skogh
  - 2e place: Gösta Karlsson